# Leon Kreković
Leon Kreković (Knin, 7 mei 2000) is een Kroatisch voetballer die sinds 2021 uitkomt voor Beerschot VA.

## Clubcarrière
Krekovićs ouders komen uit Bosnië en Herzegovina: zijn vader komt uit Travnik, zijn moeder komt uit Zenica. Na de oorlog verhuisden ze naar Knin, waar Leon werd geboren. Hij genoot zijn jeugdopleiding bij HNK Dinara en HNK Hajduk Split. Op 18 juni 2018 ondertekende hij bij laatstgenoemde club zijn eerste profcontract, samen met onder andere Domagoj Bradarić en Ante Palaversa.
Op 2 februari 2020 maakte hij zijn officiële debuut in het eerste elftal van Hajduk Split: in de competitiewedstrijd tegen NK Varaždin mocht hij van trainer Igor Tudor in de 79e minuut invallen voor Jairo da Silva. Kreković dwong in deze wedstrijd meteen een penalty af, die werd omgezet door Samuel Eduok. Op 22 februari 2020 kreeg hij tegen HNK Gorica zijn eerste basisplaats, hij opende toen de score in de 6-0-zege. Toen hij na het vertrek van Tudor wegdeemsterde, leende Hajduk Split hem in februari 2021 voor de rest van het seizoen uit aan tweedeklasser NK Dugopolje.
In juni 2021 ondertekende hij een contract voor twee seizoenen met een optie voor twee seizoenen extra bij de Belgische eersteklasser Beerschot VA. Daar kwam hij met Stipe Radić een oude ploeggenoot tegen. Kreković speelde in zijn debuutseizoen zeven competitiewedstrijden voor Beerschot, waarvan slechts twee als basisspeler – op de openingsspeeldag tegen Cercle Brugge en op de twaalfde speeldag tegen RSC Anderlecht. Ook in de bekerwedstrijd tegen Francs Borains (0-4-winst) speelde hij een helft mee. Kreković zakte op het einde van het seizoen naar Eerste klasse B met Beerschot.

## Statistieken
| Seizoen         | Club             | Land             | Competitie      | Competitie | Competitie | Beker | Beker | Europees | Europees | Totaal | Totaal |
| Seizoen         | Club             | Land             | Competitie      | Wed.       | Dlp.       | Wed.  | Dlp.  | Wed.     | Dlp.     | Wed.   | Dlp.   |
| --------------- | ---------------- | ---------------- | --------------- | ---------- | ---------- | ----- | ----- | -------- | -------- | ------ | ------ |
| 2019/20         | HNK Hajduk Split | Vlag van Kroatië | 1. HNL          | 15         | 1          | 0     | 0     | —        | —        | 15     | 1      |
| 2020/21         | HNK Hajduk Split | Vlag van Kroatië | 1. HNL          | 3          | 0          | 1     | 0     | 1        | 0        | 5      | 0      |
| 2020/21         | → NK Dugopolje   | Vlag van Kroatië | 2. HNL          | 15         | 1          | 0     | 0     | —        | —        | 15     | 1      |
| 2021/22         | Beerschot VA     | Vlag van België  | Eerste klasse A | 7          | 0          | 2     | 0     | —        | —        | 9      | 0      |
| Carrière totaal | Carrière totaal  | Carrière totaal  | Carrière totaal | 40         | 2          | 3     | 0     | 1        | 0        | 44     | 2      |

## Interlandcarrière
Kreković doorliep verschillende nationale jeugdploegen. In 2017 nam hij met Kroatië –17 deel aan het EK onder 17 in eigen land. Kreković kreeg een basisplaats in de groepswedstrijden tegen Italië en Turkije en mocht in de derde groepswedstrijd tegen Spanje invallen voor Bartol Franjić.